# Pintail Peninsula
Die Pintail Peninsula (englisch) ist eine etwa 3,5 km lange Halbinsel an der Nordküste Südgeorgiens. Zwischen dem Stromness Harbour im Norden und dem Husvik Harbour im Süden reicht sie vom Berntsen Ridge im Westen bis zum Tønsberg Point im Osten. Der Ostteil besteht aus kleinen, mit Tussock bewachsenen Hügeln und einigen kleinen Süßwasserseen.
Das UK Antarctic Place-Names Committee benannte sie nach der hier brütenden endemischen Unterart der Spitzschwanzente (englisch South Georgia pintail, lateinisch Anas georgica georgica).